# Kalmthout
Kalmthout és un municipi belga de la província d'Anvers a la regió de Flandes. Limita al nord amb Essen, al nord-est amb Zundert, a l'oest amb Woensdrecht, a l'est amb Wuustwezel i al sud amb Kapellen.

## Evolució de la població

### Seglexix
| Any      | 1806 | 1816 | 1830 | 1846 | 1856 | 1866 | 1876 | 1880 | 1890 |
| -------- | ---- | ---- | ---- | ---- | ---- | ---- | ---- | ---- | ---- |
| Població | 1897 | 1949 | 2258 | 2748 | 2889 | 3090 | 3325 | 3396 | 3625 |
|          |      |      |      |      |      |      |      |      |      |

### Segle XX (fins a 1976)
| Any      | 1900 | 1910 | 1920 | 1930 | 1947 | 1961   | 1970   | 1976   |  |
| -------- | ---- | ---- | ---- | ---- | ---- | ------ | ------ | ------ |  |
| Població | 4058 | 5015 | 5636 | 6808 | 8592 | 11.006 | 12.724 | 13.941 |  |
|          |      |      |      |      |      |        |        |        |  |

### 1977 ençà
| Any       | 1977   | 1980   | 1985   | 1990   | 1995   | 2000   | 2005   | 2006   |
| --------- | ------ | ------ | ------ | ------ | ------ | ------ | ------ | ------ |
| Població  | 14.376 | 14.845 | 15.182 | 15.639 | 16.746 | 17.260 | 17.440 | 17.486 |
| Font: NIS |        |        |        |        |        |        |        |        |

## Composició dels consistoris des de 1977
| Partit        | 10 d'octubre de 1976 23 regidors | 10 d'octubre de 1982 23 regidors | 9 d'octubre de 1988 23 regidors | 9 d'octubre de 1994 25 regidors | 8 d'octubre de 2000 25 regidors | 8 d'octubre de 2006 25 regidors |
| ------------- | -------------------------------- | -------------------------------- | ------------------------------- | ------------------------------- | ------------------------------- | ------------------------------- |
| VB            |                                  |                                  |                                 | 1                               | 3                               | 4                               |
| Agalev        |                                  |                                  | 1                               | 2                               | 3                               |                                 |
| Groen!        |                                  |                                  |                                 |                                 |                                 | 1                               |
| SP            | 3                                | 3                                | 2                               | 1                               | 2                               |                                 |
| sp.a - spirit |                                  |                                  |                                 |                                 |                                 | 2                               |
| CVP           | 12                               | 8                                | 12                              | 13                              | 10                              |                                 |
| CD&V - N-VA   |                                  |                                  |                                 |                                 |                                 | 16                              |
| PVV           | 1                                |                                  | 1                               |                                 |                                 |                                 |
| VLD           |                                  |                                  |                                 |                                 | 6                               | 2                               |
| NK            |                                  | 1                                |                                 |                                 |                                 |                                 |
| VU            | 2                                | 2                                |                                 |                                 |                                 |                                 |
| VU&ID         |                                  |                                  |                                 |                                 | 1                               |                                 |
| KD            | 5                                | 4                                |                                 |                                 |                                 |                                 |
| NDC           |                                  | 5                                |                                 |                                 |                                 |                                 |
| NCD82         |                                  |                                  | 7                               |                                 |                                 |                                 |
| Kartel        |                                  |                                  |                                 | 8                               |                                 |                                 |

## Llocs d'interès
- El parc natural de la landa Kalmthoutse Heide